# بير الشيخ (الرقة)
بير الشيخ قرية سورية تتبع ناحية سلوك في منطقة تل أبيض في محافظة الرقة. بلغ عدد سكانها 26 نسمة في عام 2004 حسب إحصاء المكتب المركزي للإحصاء.